# 뱌르켄
ᛒ(Berkanan)은 룬 문자의 하나이다. 자형은 고대 이탈리아어  𐌁에서 왔으며, 나중에 라틴 문자 B로 발달하였다.

## 같이 보기
- 로키
- 블루투스